# Cantón de Mauvezin
El cantón de Mauvezin era una división administrativa francesa, que estaba situada en el departamento de Gers y la región de Mediodía-Pirineos.

## Composición
El cantón estaba formado por quince comunas:
- Avensac
- Bajonnette
- Homps
- Labrihe
- Mansempuy
- Maravat
- Mauvezin
- Monfort
- Saint-Antonin
- Saint-Brès
- Sainte-Gemme
- Saint-Orens
- Sarrant
- Sérempuy
- Solomiac

## Supresión del cantón de Mauvezin
En aplicación del Decreto n.º 2014-254 de 26 de febrero de 2014, el cantón de Mauvezin fue suprimido el 22 de marzo de 2015 y sus 15 comunas pasaron a formar parte del nuevo cantón de Gimone-Arrats.